# 瓦爾薩斯區
6°49′59″S 78°01′01″W / 6.83306°S 78.01694°W
瓦爾薩斯區（西班牙語：Distrito de Balsas），是秘魯的一個區，位於該國北部亞馬遜大區的查查波亞斯省，面積357.1平方公里，海拔高度854米，2005年人口1,233，人口密度每平方公里3.5人。